# Europaschule Ketzin
Die Europaschule Ketzin ist eine Grundschule in Ketzin/Havel. Die Kinder kommen aus Ketzin und aus Gemeinden der näheren und weiteren Umgebung.

## Schulbetrieb

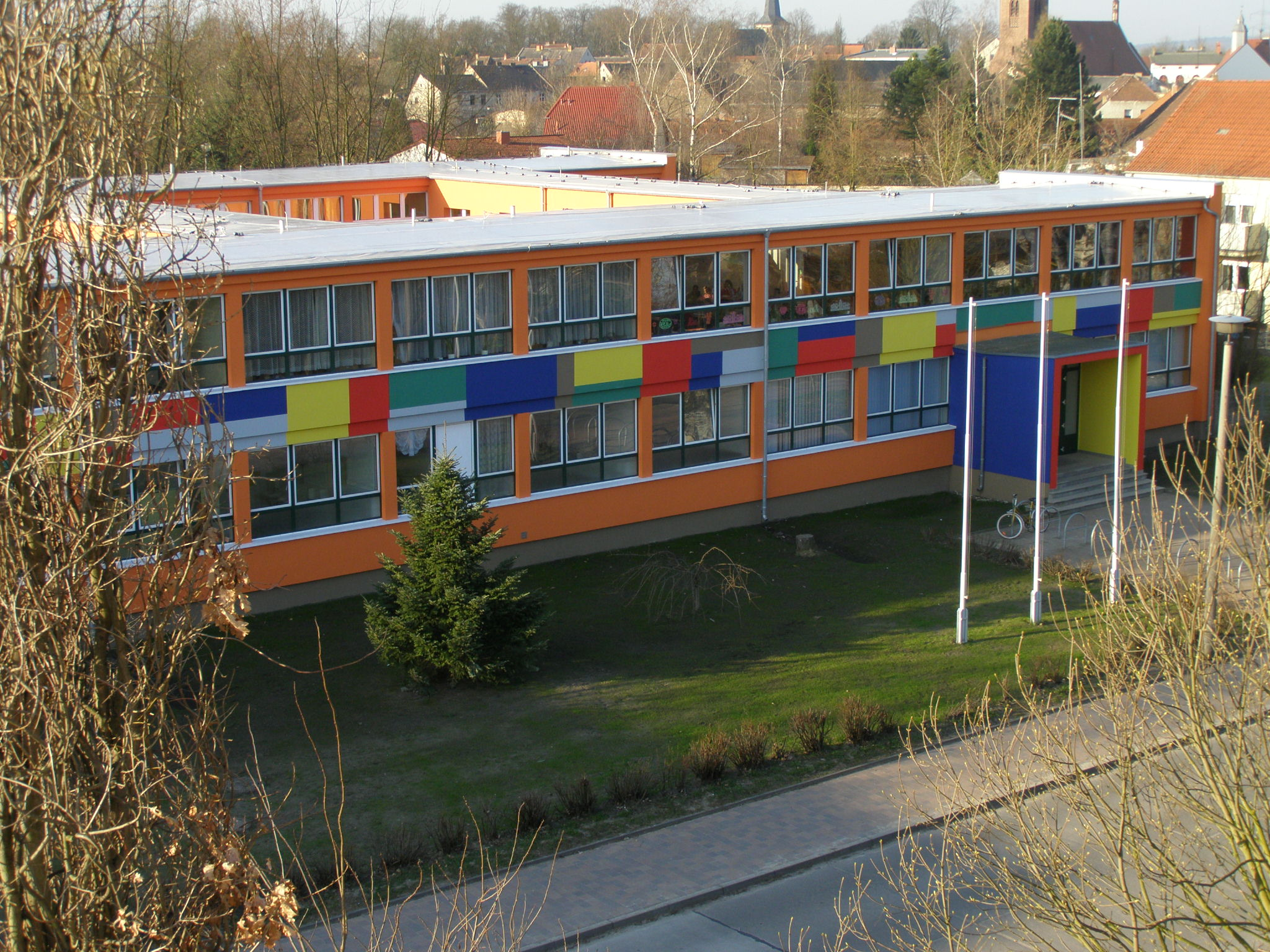
Die Europaschule Ketzin

An der Europaschule Ketzin lernen rund 300 Schülerinnen und Schüler in 12 Klassen der Klassenstufen 1 bis 6.
Grundorientierung der Arbeit ist „die optimale Weiterentwicklung des Lern- und Lebensortes in Ketzin“. Die Schule ist eine Halbtagsgrundschule mit ergänzenden Angeboten und angegliedertem Hort.
Prinzipien des Ganztags:
- Rhythmisierung und Unterrichtsblöcke
- Veränderung von Unterricht und Förderung
- Verzahnung von Unterricht, individueller und gemeinsamer, gebundener und offener Freizeit mit und ohne außerschulischen Kooperationspartnern

Unter dem Leitspruch „Developing children for life“ pflegt die Schule Partnerschaften zu Schulen in Frankreich und Nordirland. Mit der St. Comgall’s Primary School in Antrim in Nordirland existiert ein Schüleraustausch.
Die Europaschule Ketzin bietet in allen drei Häusern des "Grundschulcampus'" neben der Einzelförderung mit besonderen Bedürfnissen viele Möglichkeiten des individuellen Lernens und des kreativen Tuns, wie u. a.  Spanisch, Schach, Sportförderung, Computer, Töpfern, Theater, Kochen und Backen, Natur entdecken, Musikschule, Tischtennis S etc.

## Geschichte

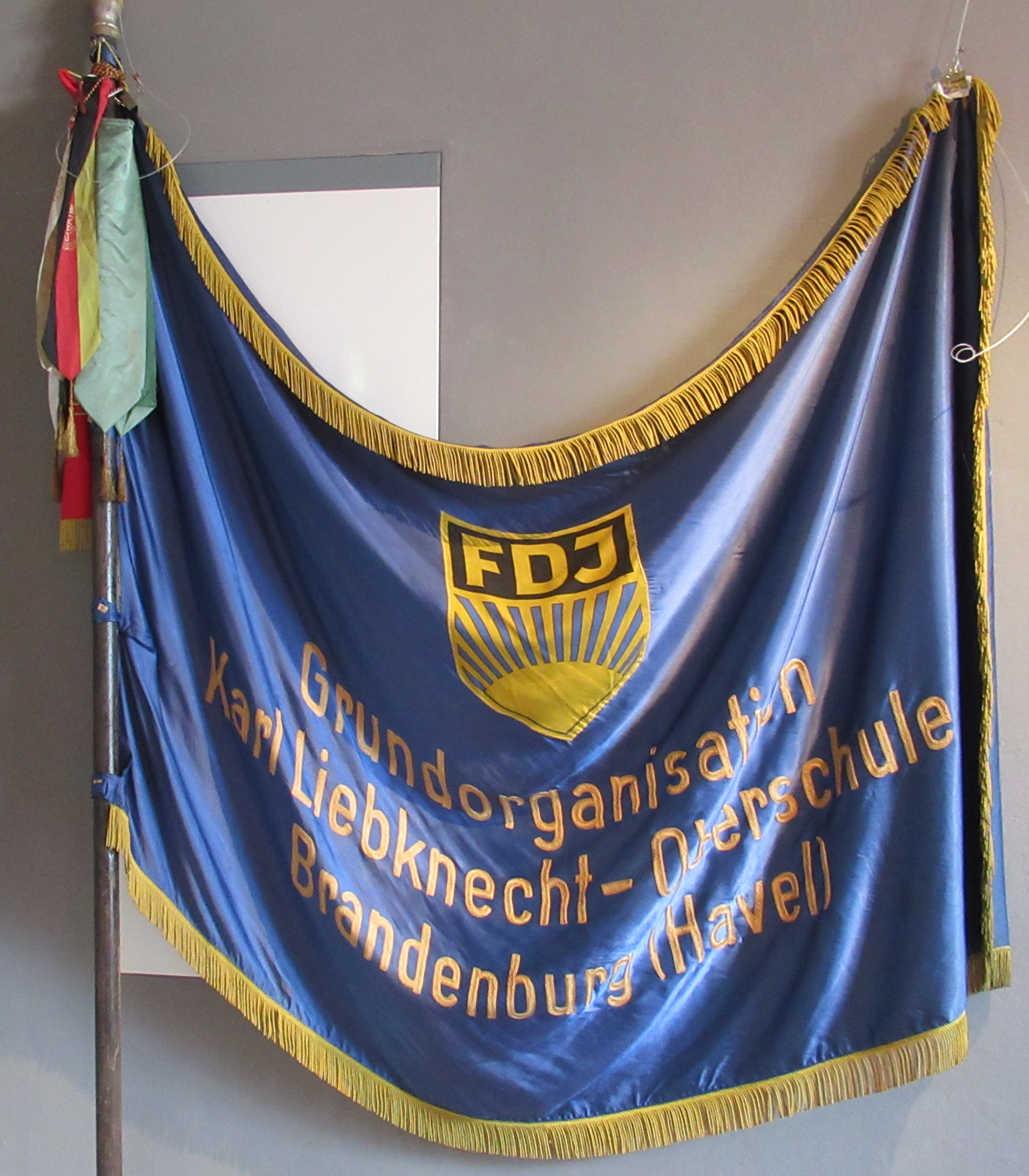
FDJ Grundorganisation Karl-Liebknecht-Oberschule

Gebaut 1968 als Polytechnische Oberschule („Karl-Liebknecht-Schule“), wurde sie nach der Wende in die heutige Grundschule umstrukturiert. Konzeptionell erneuert und baulich verändert hieß sie Mitte der 1990er-Jahre auf Wunsch der Schüler „Havelgrundschule“. Seit 1999 hat sie den Status einer Europaschule und heißt seither Europaschule Ketzin. Die Schule war Vorreiter im Bereich des Frühbeginns Englisch ab Klassenstufe 1 seit dem Schuljahr 1996/1997.

## Partnerschaften mit anderen Schulen
- St. Comgall’s Primary School in Antrim (Nordirland)
- Ecole Publique de la Ville Aux Oies in Saint-Brieuc-de-Mauron (Frankreich)
- Ecole Publique Felix Bellamy in Mauron (Frankreich)